# Ludwig Pflum
Ludwig Pflum (* 16. Mai 1928 in Soroksár, Ungarn; † 6. September 2005 in Nürtingen) war ein deutscher Fußballspieler.
Der Angreifer spielte zunächst für den FC Oberensingen und die Stuttgarter Kickers, wie auch sein Bruder Alexander Pflum, von denen er 1949 zum SSV Reutlingen 05 wechselte. In seiner ersten Saison bei den Reutlingern wurde Ludwig Pflum mit dem SSV Staffelmeister in der Gruppe Süd der Oberliga Südwest sowie nach einer Endspielniederlage in der südwestdeutschen Meisterschaftsendrunde gegen den 1. FC Kaiserslautern südwestdeutscher Vizemeister. Pflum war bei der 0:1-Niederlage im Achtelfinale der Endrunde um die deutsche Meisterschaft 1950 für den SSV gegen Preußen Dellbrück über 120 Minuten im Einsatz. Nach einem Verbandswechsel der Reutlinger in die Oberliga Süd stieg er in der Saison 1950/51 mit dem SSV in die II. Division ab. Nach seiner Zeit in Reutlingen war er noch beim FV 09 Nürtingen aktiv.